# Grand Theft Auto VI
Grand Theft Auto VI, скраћено GTA VI, надолазећа је акционо-авантуристичка видео-игра коју развија и чији ће издавач бити Rockstar Games. Осми је главни наслов у истоименом серијалу, а шеснаести свеукупно, као и наследник игре Grand Theft Auto V из 2013. После вишегодишњих спекулација и цурења садржаја, Rockstar је у фебруару 2022. званично потврдио да је игра у развоју, а први трејлер је објављен 5. децембра 2023. Тада је потврђено да ће игра најпре изаћи за конзоле PlayStation 5 и Xbox Series X/S и то 2025, дванаест година после свог претходника; касније је датум изласка померен за 26. мај 2026. године.
Игра ће бити смештена у измишљеној држави Леонида, која је заснована на Флориди. Прича ће пратити двојац — Лусију Каминос и Џејсона Дувала.

## Поставка игре
ће се одигравати у фиктивној америчкој држави Леонида (направљена по узору на Флориду) у којој се налази град Вајс Сити (направљен по узору на Мајами). Вајс Сити је први пут представљен у игри Grand Theft Auto (1997), а био је главно место где се одигравала радња у играма Grand Theft Auto: Vice City (2002) и Grand Theft Auto: Vice City Stories (2006). GTA VI ће пратити причу криминалаца Лусије Каминос и Џејсона Дувала. Лусија је први женски главни лик који се појављује у серијалу још од 1997. и 1999. када је играч могао играти с женским ликовима у насловима Grand Theft Auto и Grand Theft Auto 2.

## Развој игре
После изласка игре Grand Theft Auto V 2013, тадашњи председник студија Rockstar North Лезли Бензис рекао је да то предузеће већ има одређене идеје за нови наслов у серијалу.
Ни развијачи игре ни Rockstar Games дуго нису обавештавали јавност о најави потенцијалног наставка у серијалу, детаљима развитка игре или њеном изласку. Ишчекивања о наставку нарочито су порасла у годинама пре званичног саопштења о његовом статусу. Многи обожаваоци серијала приговарали су упорном ћутању Rockstar Games-а, а нарочито након најаве о поновном изласку игре Grand Theft Auto V за нову генерацију конзола 2020. Најзад, 4. фебруара 2022, Rockstar је потврдио да је нови наставак у серијалу у изради. У јулу исте године Rockstar је саопштио да Red Dead Online више неће добијати значајнија ажурирања будући да су сад сва развојна средства усмерена ка продукцији надолазеће игре. Неки медији су навели да је Rockstar прерасподелио ресурсе привремено зауставивши продукцију ремастера игара Grand Theft Auto IV (2008) и Red Dead Redemption (2010) због негативног одјека критичара и публике на Grand Theft Auto: The Trilogy – The Definitive Edition (2021).
У новембру 2023. председник Rockstar-а Сем Хаузер саопштио је да ће први трејлер за GTA VI изаћи почетком децембра исте године и то на двадесет пету годишњицу оснивања тог предузећа. Саопштење о најави трејлера на друштвеној мрежи X у року од пет сати постала је објава с највише свиђања на тему видео-игара, тиме престигавши претходне две објаве о GTA VI на истој друштвеној мрежи. Тај рекорд је ускоро оборила нова Rockstar-ова објава од 1. децембра у којој је речено да ће трејлер изаћи 5. децембра — у прва 24 сата објава је скупила 1,8 милиона свиђања. Колико је саопштење о трејлеру узбуркало свет видео-игара довољно говори чињеница да су неке компаније почеле подражавати изглед Rockstar-ове најаве о изласку трејлера како би промовисале трејлере или најаве за сопствене игре. Дана 4. децембра трејлер је процурео на мрежи X. Као одговор на то Rockstar је превремено објавио званичан трејлер на YouTube-у чиме су службено откривени назив игре, главни ликови, место где се одиграва игра и година изласка (2025) за конзоле PlayStation 5 и Xbox Series X/S. У трејлеру је пуштена песма Тома Петија Love Is a Long Road. За дванаест сати трејлер је оборио рекорд по броју прегледа у току једног дана на неком видеу чија тематика није музика на YouTube-у с преко 46 милиона прегледа и постао је укупно трећи видео на YouTube-у по броју скупљених прегледа у прва 24 сата (више од 90 милиона прегледа).
Дана 8. маја. 2024. Рокстарова родитељска компанија TakeTwo Interactive је најавила да ће GTA VI изаћи током јесени 2025.